# Max, moja miłość
Max, moja miłość (fr. Max mon amour) – francusko-amerykański film komediowy z 1986 roku w reżyserii Nagisy Ōshimy.

## Fabuła
Groteskowa historia Margaret (Charlotte Rampling), nieco zadufanej w sobie żony brytyjskiego dyplomaty. Jej pełne monotonii i przepychu życie na placówce w Paryżu diametralnie się zmienia z chwilą zakochania się w Maksie. Historia miłosna jakich wiele, gdyby nie jeden istotny szczegół. Otóż Maks nie jest człowiekiem - to szympans.

## Obsada
- Charlotte Rampling – Margaret Jones
- Anthony Higgins – Peter Jones
- Victoria Abril – Maria
- Anne-Marie Besse – Suzanne
- Nicole Calfan – Hélène
- Pierre Étaix – detektyw
- Bernard Haller – Robert
- Sabine Haudepin – prostytutka Françoise
- Christopher Hovik – Nelson Jones
- Fabrice Luchini – Nicolas
- Diana Quick – Camille
- Milena Vukotic – matka Margaret
- Bernard-Pierre Donnadieu – Archibald[1]

## Produkcja
Zdjęcia kręcono w Paryżu.